# Sonata Arctica
Sonata Arctica é uma banda finlandesa de power metal, formada na cidade de Kemi em 1995, pelos guitarristas Jani Liimatainen e Marko Paasikoski e o baterista Tommy Portimo.

## História

### Formação e primeiros trabalhos (1996-2002)
No ano de 1996, Tony Kakko (vocais e teclado) e Pentti Peura (baixo) entraram na banda que inicialmente se chamava Tricky Beans. Com esse nome e essa formação eles gravaram três demos, Friend 'till the End, Agre Pamppers e PeaceMaker. Logo no ano de 1997 começaram as mudanças. Primeiramente no nome, que agora era Tricky Means. Depois, o baixista Pentti Peura deixou a banda. Em 1999, lançaram "Fullmoon". Mas antes disso, ainda em 1998, Janne Kivilahti fora chamado para ocupar a vaga de baixista da banda, substituindo Penti Peura.
A demo "Fullmoon" foi enviada para a gravadora Spinefarm Records, que se interessou pelo som deles e os contratou. Então a banda mudou de nome novamente, vindo a se chamar Sonata Arctica, e em setembro de 1999, lançou seu primeiro álbum, Ecliptica. O álbum apresenta as novas e melhoradas versões das canções que fizeram parte da demo lançada em 1999.
Em 2000, Tony Kakko, que cantava e tocava teclado, decidiu se focar apenas nos vocais e chamou Mikko Härkin para ser o novo tecladista da banda. Ainda em 2000, o Sonata Arctica abriu os shows dos veteranos do Stratovarius na sua turnê europeia. Em outubro do mesmo ano a banda lança o EP Successor, que contém covers de bandas como Helloween e Scorpions, além de uma versão editada de "Fullmoon", versões lives e duas músicas inéditas, "Shy" e a primeira versão de "San Sebastian". E para completar o ano, depois da turnê e do EP, o baixista Janne Kivilahti deixou a banda, cedendo seu lugar para Marko Paasikoski, o mesmo que anos antes tinha fundado a banda junto com Jani e Tommy, mas que agora em vez de guitarra estava tocando baixo.
2001 foi o ano escolhido para o lançamento do segundo EP e do segundo álbum da banda. Orientation é o segundo EP do Sonata Arctica e marca a estreia de Marko Paasikoski na banda. O EP apresenta a faixa "Black Sheep", uma versão acústica de "Mary-lou", covers de Iron Maiden e Bette Midler, o vídeo de "Wolf And Raven" e uma entrevista. No mesmo ano, lançaram seu segundo álbum Silence.
Depois do lançamento de Silence, o Sonata Arctica começou uma longa turnê com o Gamma Ray e excursionou pela Europa e pelo Japão, onde gravou o Songs of Silence, lançado em 2002, e naquele mesmo ano, a banda veio pela primeira vez à América do Sul, passando pelo Chile e pelo Brasil. Depois do fim da turnê e do lançamento do álbum ao vivo, o grupo retornou ao estúdio, mas, no final de 2002, por motivos pessoais, o tecladista Mikko Härkin deixou a banda.

### Estabelecimento da formação mais duradoura (2003-2013)
Em 2003, o terceiro álbum da banda foi lançado. Winterheart's Guild foi gravado com a ajuda de Jens Johansson, tecladista do Stratovarius, que dividiu os teclados com Tony Kakko. Enquanto Tony fazia as bases, Jens fazia os solos.
Depois da saída de Mikko, a banda estava a procura de um novo tecladista. Fizeram várias audições com vários músicos, e por fim sobraram apenas dois, que tinham o mesmo nível. Como não sabiam qual escolher, decidiram que o novo tecladista ia ser escolhido por sua personalidade, então resolveram sair uma noite para beber com cada um deles. No final Henrik Klingenberg, ou simplesmente "Henkka" foi escolhido, e continua na banda em 2014. No mesmo ano a banda lançou seu terceiro EP, Takatalvi, que contém covers do Metallica, Scorpions e Helloween, duas novas canções e novamente conta com "Shy" e a versão original de "San Sebastian".
Em 2004, o Sonata Arctica abriu os shows do Iron Maiden na sua turnê japonesa e depois que o contrato da banda com a Spinefarm Records acabou, eles assinaram com a Nuclear Blast que já começou lançando o quarto EP da banda, Don't Say a Word, lançado em agosto. A estreia de Henkka na banda foi uma prévia do próximo álbum, o Reckoning Night. Duas das quatro faixas do EP estão contidas no álbum que foi lançado em outubro do mesmo ano. A banda faria a turnê de divulgação de seu álbum, mas foi convidada pelo Nightwish para os acompanhar em sua turnê britânica, onde a banda fazia shows para em média 10.000 pessoas.[carece de fontes?]

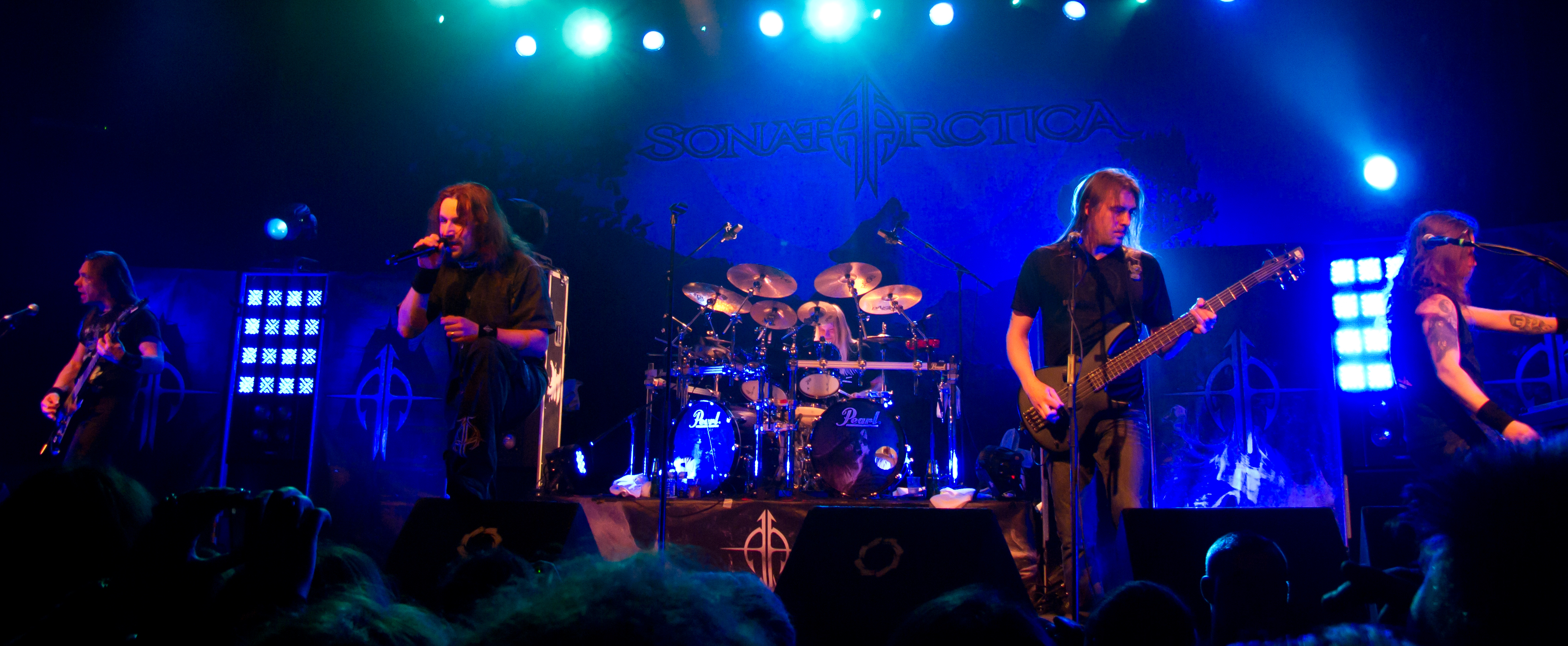
Sonata Arctica em show em 2011

No começo de 2005, Nightwish convidou a banda para abrir os concertos da turnê americana. Essa turnê foi cancelada, mas o membros do Sonata optaram por fazer uma pequena turnê com concertos nos Estados Unidos e Canadá. Ainda em 2005, o grupo lançou sua primeira coletânea, intitulada The End of This Chapter, que reúne sucessos de todos os CDs do grupo, incluindo também faixas bônus com versões acústicas. Chega o ano de 2006, e o Sonata Arctica lança o seu segundo álbum ao vivo, For the Sake of Revenge, que tinha sido gravado em 2005, na casa de shows Shibuya AX, em Tóquio.
No final de 2006 o grupo lança sua segunda coletânea, The Collection, que também apresenta faixas de todos os discos e novas versões. Em 2007 é lançado o álbum Unia. Em agosto do mesmo ano, o guitarrista Jani Liimatainen anunciava sua saída da banda, sendo substituído por Elias Viljanen.
No ano de 2008, a banda lança as versões remasterizadas dos clássicos Ecliptica e Silence, e toca pela segunda vez no Brasil, fazendo shows em Curitiba e em São Paulo. Em 2009 sai o The Days of Grays, sexto álbum de inéditas do grupo. Em 2011, a banda grava o seu segundo DVD, Live in Finland, gravado no Teatria, na cidade de Oulu, Finlândia.
Em 20 de Fevereiro de 2012, a banda anuncia em seu site oficial que o sétimo álbum de inéditas se chama Stones Grow Her Name. Foi lançado em 18 de Maio do mesmo ano.
Em 26 de agosto de 2013, a banda anunciou que o baixista e membro fundador Marko Paasikoski deixou a banda por "não conseguir mais trabalhar com uma banda que faz turnês". Foi substituído por Pasi Kauppinen (Silent Voices, Winterborn), que já havia trabalhado com a banda na mixagem dos seus dois DVDs e que gravou algumas passagens nos últimos três álbuns de estúdio.

### Formação atual (2013-atualmente)
A banda anunciou na época que começaria a ensaiar em setembro para iniciar as gravações do próximo álbum em outubro. O lançamento ficou para dia 28 de março de 2014, e o nome do álbum, Pariah's Child, foi divulgado junto à capa na página oficial do facebook.
Em 3 de setembro de 2014, a gravadora Ouergh Records anunciou um álbum de tributo ao Sonata Arctica. O álbum terá bandas de todo o mundo, com foco em bandas novas influenciadas pelo grupo. As bandas são: Xandria, Van Canto, Stream of Passion, Arven, Celestial Wish, Disposable, Dyscordia, Innvein, Majesty of Revival, Morlich, Sunrise e Timeless Miracle. O álbum foi patrocinado por Tony Kakko. A Ouergh Records permitiu aos fãs darem sugestões de bandas que eles acham que dariam certo no disco.
Em fevereiro de 2016, a banda anunciou planos para começar a gravar um novo álbum e lançá-lo no quarto final de 2016. Em julho de 2016, eles anunciaram em sua página no Facebook que o álbum estava mixado. Em 21 de julho, eles anunciaram o título, a capa e a data de lançamento do álbum em sua página no Facebook: o lançamento se chamará The Ninth Hour, tem data prevista para o dia 7 de outubro de 2016, e traz uma capa que apresenta uma paisagem utópica com a tecnologia e a natureza em equilíbrio.
Em novembro de 2018, a banda revelou que estava trabalhando em um novo álbum, cuja produção havia terminado em 2019. Em 21 de junho de 2019, eles lançaram um vídeo com letra do single "A Little Less Understanding" e revelaram o nome de seu décimo álbum de estúdio Talviyö, lançado pela Nuclear Blast em 6 de setembro de 2019.

### Linha do tempo

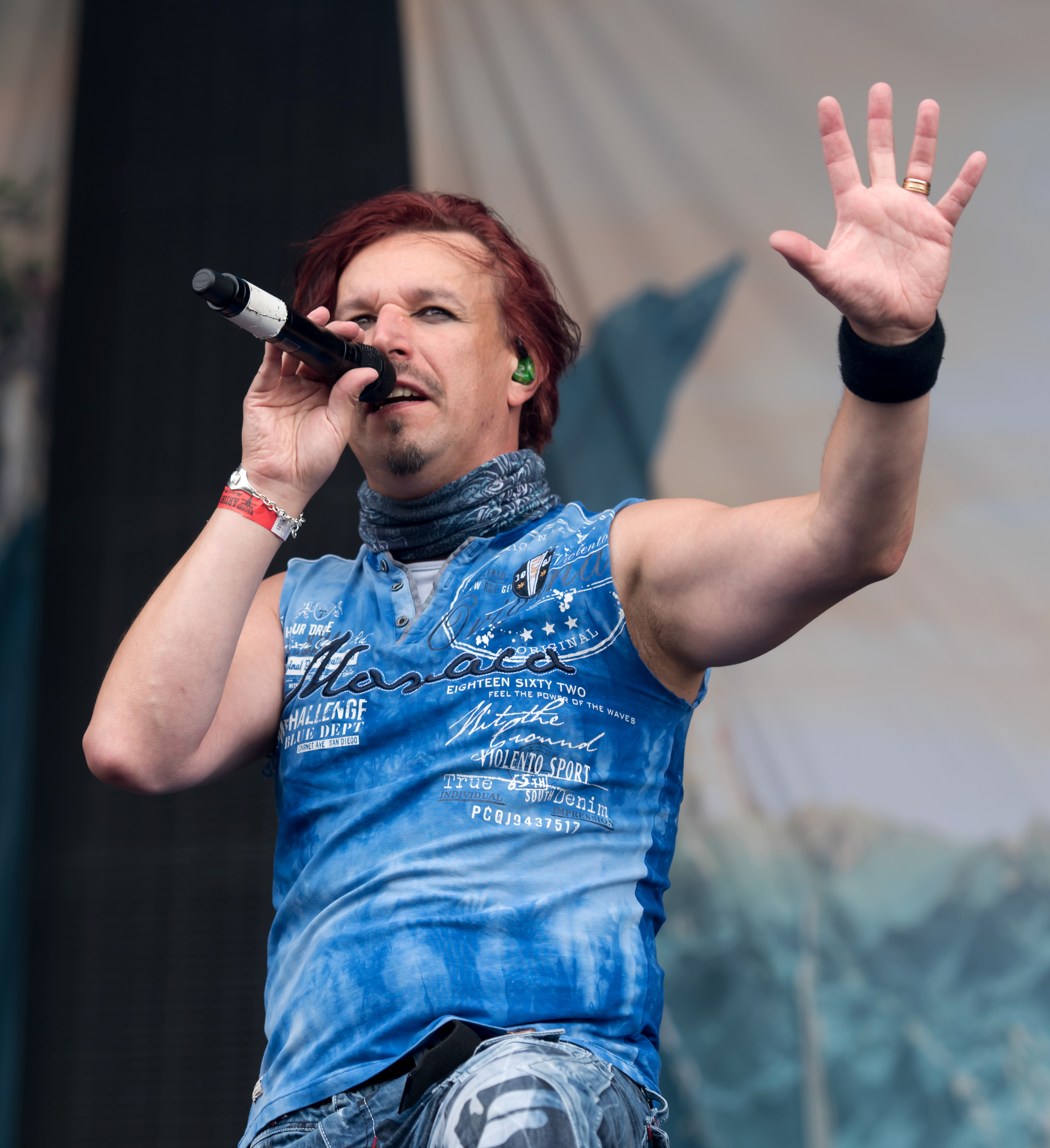
Tony Kakko
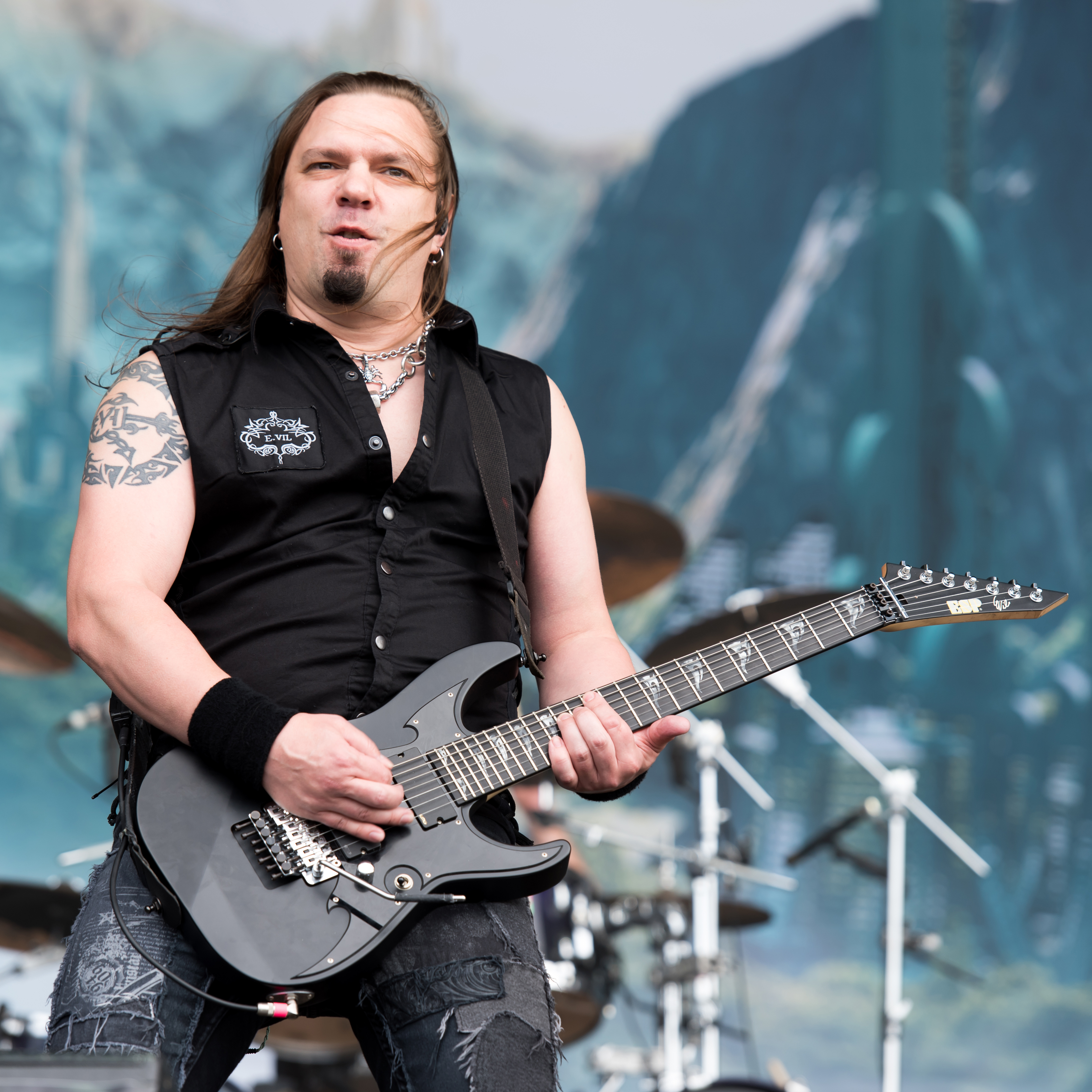
Elias Viljanen
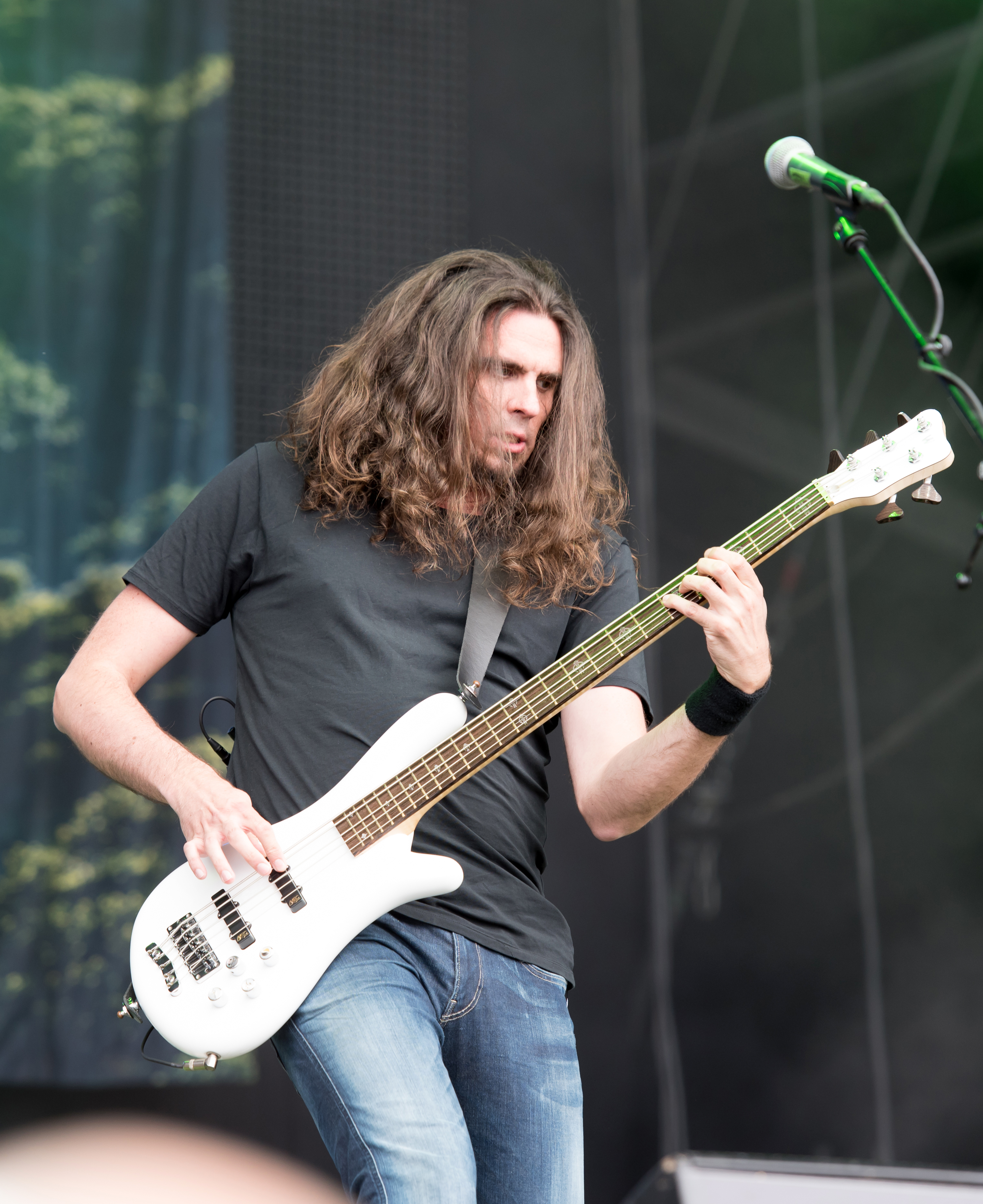
Pasi Kauppinen
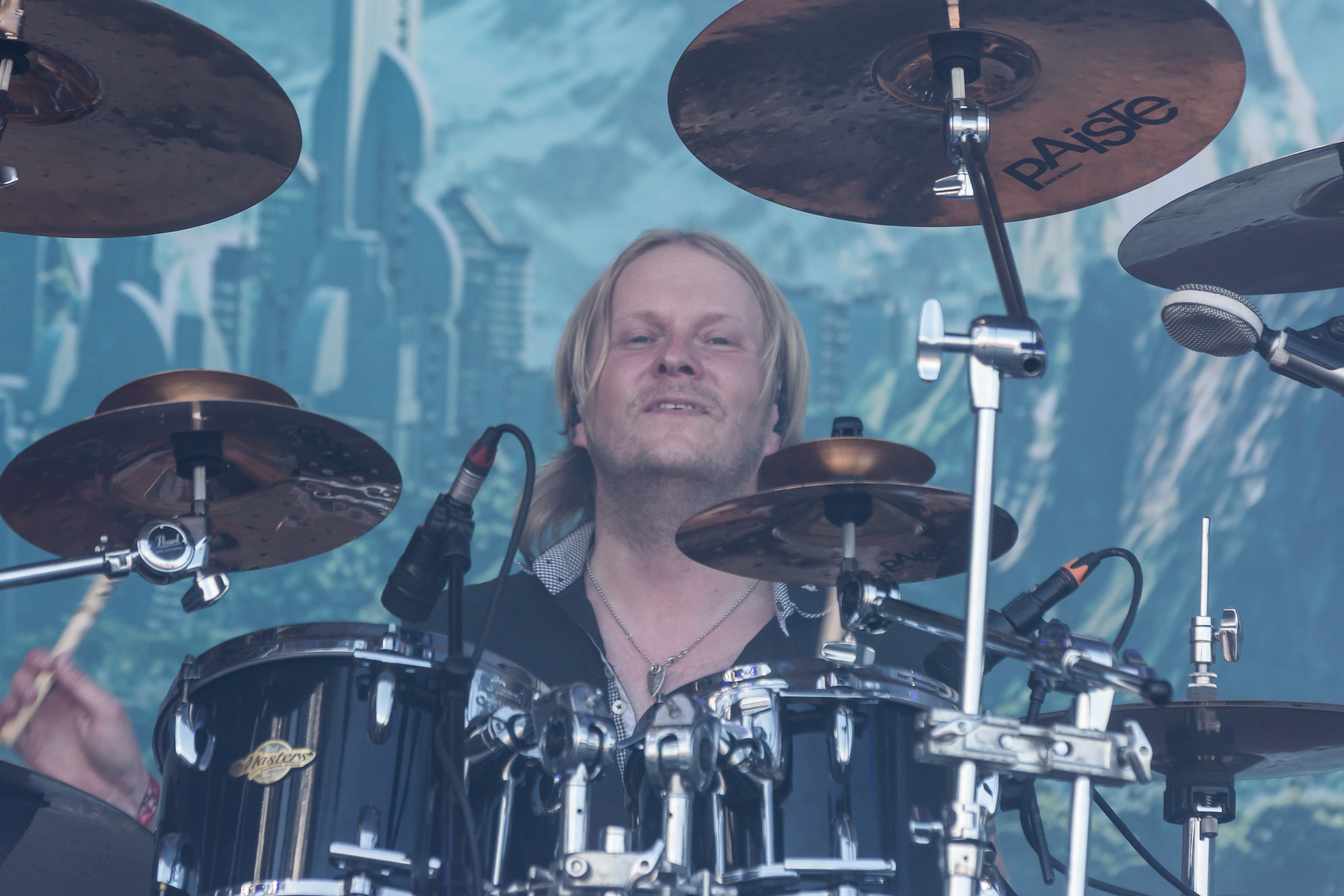
Tommy Portimo
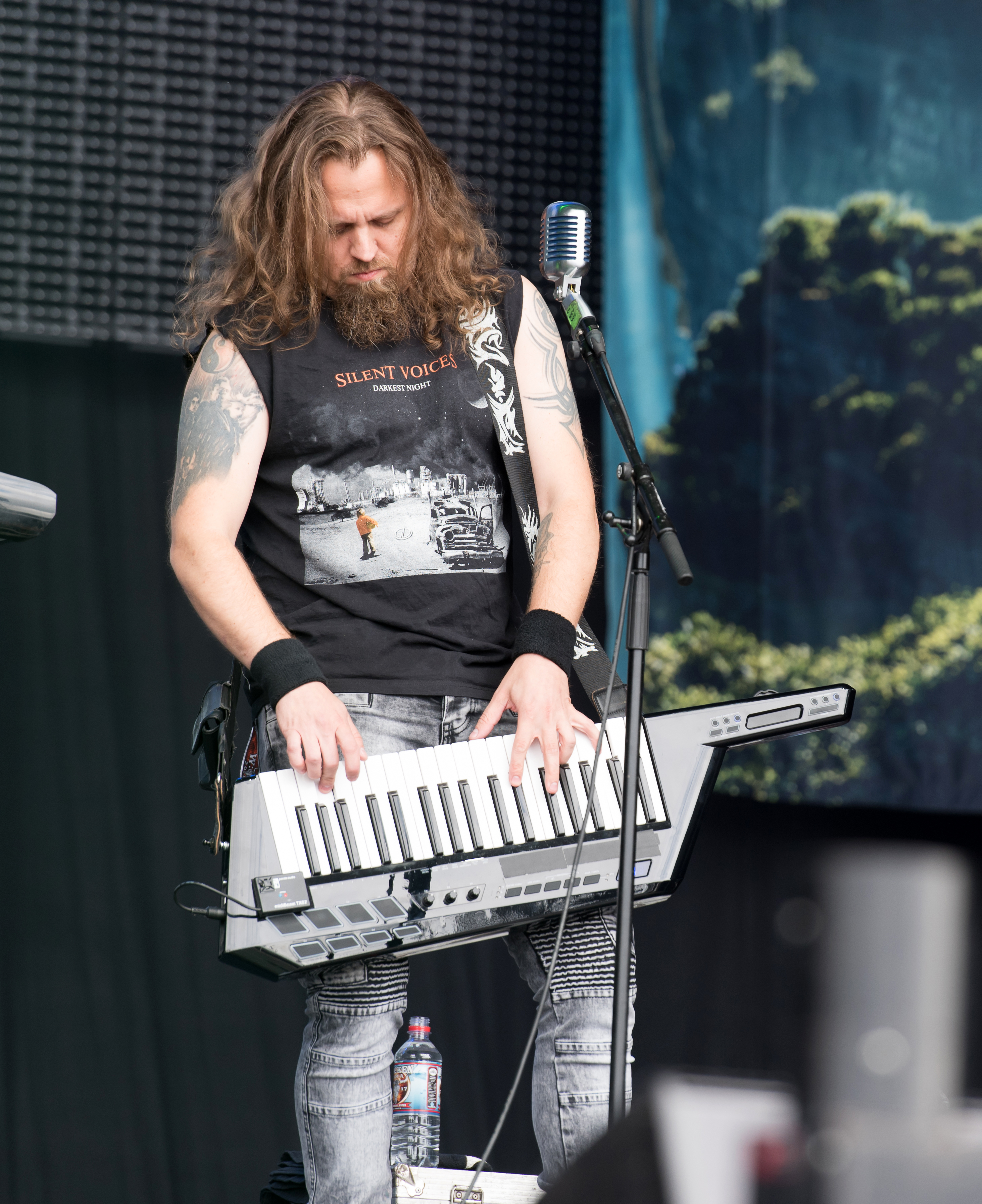
Henrik Klingenberg